# Hobøl
Hobøl è un ex comune norvegese della contea di Østfold. Dal 1º gennaio 2020 è diventato parte del comune di Indre Østfold, diventato comune della neoistituita contea di Viken. Questa è stata poi soppressa ricreando dal 1º gennaio 2024 la contea di Østfold.